# Flughafen Haikou-Meilan

i7
i11
i13
Der Flughafen Haikou-Meilan (chinesisch 海口美兰国际机场, Pinyin Hǎikǒu Měilán Guójì Jīchǎng; englisch Haikou Meilan International Airport, IATA-Code: HAK, ICAO-Code: ZJHK) ist der größte Flughafen auf der südchinesischen Insel Hainan, im Stadtbezirk Meilan der Provinzhauptstadt Haikou im Norden der Insel. An dem Flughafenbetreiber „Hainan Meilan International Airport Co. Ltd.“ ist die HNA Group beteiligt, zu der auch weitere Flughäfen, Fluggesellschaften (z. B. Hainan Airlines), Reiseveranstalter und Hotels gehören.

## Allgemeines
Der Flughafen wurde für die Abfertigung von großen Flugzeugen wie der Boeing 747 konzipiert und bietet einen 24h Betrieb mit 17 Fluggastbrücken und 18 Parkpositionen für Flugzeuge. Der Flughafen wurde mehrfach von den Passagieren für Kundenfreundlichkeit und Sauberkeit zum besten Flughafen Chinas gewählt.

## Statistik
| Jahr | Flugbewegungen | Fluggastaufkommen | Luftfracht (in t) |
| ---- | -------------- | ----------------- | ----------------- |
| 1999 | 48.490         | 3.565.107         | 058.262,2         |
| 2000 | 56.765         | 4.363.192         | 071.055,4         |
| 2001 | 53.786         | 5.078.532         | 073.612,7         |
| 2002 | 62.498         | 5.600.511         | 076.479,8         |
| 2003 | 64.136         | 6.029.249         | 081.401,9         |
| 2004 | 68.282         | 7.478.210         | 098.482,5         |
| 2005 | 68.879         | 7.027.400         | 094.728,9         |
| 2006 | 61.738         | 6.668.016         | 097.641.0         |
| 2007 | 60.579         | 7.265.400         | 111.451,9         |
| 2008 | 66.411         | 8.221.997         | 131.637,9         |